# Rejon jerszycki
Rejon jerszycki (ros. Ершичский район) – rejon w Rosji, w obwodzie smoleńskim, ze stolicą w Jerszyczu. Od wschodu graniczy z Białorusią.

## Historia
Ziemie obecnego rejonu jerszyckiego w latach 1508–1514 i 1611–1667 znajdowały się na pogranicznych terenach województwa smoleńskiego, w Rzeczypospolitej Obojga Narodów. Od 1667 w granicach Rosji.